# Cyprien Aïnandou
Cyprien Aïnandou (* im 20. Jahrhundert; † 2. Dezember 2002) war ein beninischer Richter.

## Leben
Er erhielt seine juristische Ausbildung in Dakar und Paris. Er wirkte als Magistrat, bis er ab 22. Februar 1968 als Procureur Général am Obersten Gerichtshof von Dahomey tätig war. Nachdem dessen Präsident Louis Ignacio-Pinto an den Internationalen Gerichtshof in Den Haag wechselte, wurde Aïnandou sein Nachfolger.
Aïnandou starb am 2. Dezember 2002.